# 남자가 사랑할 때 (2014년 영화)
《남자가 사랑할 때》는 2014년에 개봉한 대한민국의 로맨스 영화이다.

## 줄거리
마흔이 넘도록 장가도 못간채 결혼한 형네 집에 얹혀사는 사채업자 한태일. 어느날, 그는 40년 인생을 살면서 한번도 생각해본적 없던 사랑이라는걸 하게 된다. 아픈 아버지의 병원비가 모자라자 사채까지 끌어쓰게 된 은행원 주호정을 보고 첫눈에 반한 것이다. 이후 일분일초라도 더 그녀와 함께있고싶었던 태일은 나름대로 머리를 굴렸다. 자신과 한번 데이트를 해줄때마다 빚을 삭감해주겠다는 엄청난 제안을 해온것. 하지만 호정에게 태일은 사채문제만 해결되면 두번다시 상종하고 싶지않은 귀찮은 사람일 뿐이었다. 태일 역시 오기가 생겨 계속 쫓아다니기 시작했고 그러자 호정도 잠시 사채문제는 잊어두고 그와 어울린다. 이렇게 두사람 사이에는 미묘한 감정이 흐르기 시작하지만 친구이자 사채업 고용주인 두철의 꼬임에 넘어가버리면서 애정전선은 틀어지게 된다.

## 캐스팅

### 주연
- 황정민 - 한태일 역
- 한혜진 - 주호정 역

### 조연
- 남일우 - 태일 할아버지 역
- 곽도원 - 한영일 역
- 정만식 - 두철 역
- 김혜은 - 미영 역
- 강민아 - 한송지 역
- 김홍파 - 건강원 박씨 역
- 김병옥 - 목사 역
- 남문철 - 조형사 역
- 최우리 - 술집녀 미선 역
- 손세빈 - 수협 동료 혜경 역
- 박지환 - 금니 역

### 단역
- 김서원 - 두철 일당 양복남 역
- 권지훈 - 두철 일당 콧수염 역
- 곽진석 - 두철 일당 파마머리 역
- 박혁민 - 두철 일당 덩치 역
- 김종수 - 교도소 보안과장 역
- 박상훈 - 수협 유상훈 대리 역
- 김원범 - 맞선남 역
- 이채은 - 두철 회사 경리 역
- 함건수 - 부동산 중개인 역
- 민경옥 - 호정집 주인 아줌마 역
- 신성일 - 식당 군인 병장 역
- 나주호 - 식당 군인 상병 역
- 이확광 - 식당 군인 일병 역
- 김태향 - 순경1 역
- 김신일 - 순경2 역
- 서광재 - 호정 부 의사 역
- 정희태 - 태일 의사1 역
- 권혁수 - 태일 의사2 역
- 홍지영 - 데스크 간호사 역
- 박소리 - 응급실 간호사 역
- 손병욱 - 원무과 직원 역
- 양희명 - 119 구급요원 역
- 김정수 - 약사 역
- 이성호 - 내부 교육관1 역
- 연준원 - 내부 교육관2 역
- 김완수 - 모텔 안경남 역
- 김태희 - 부산 매표소 직원 역
- 임재필 - 상조회사 의원 역
- 공혜진 - 수협 후배 여직원 역
- 김호연 - 부동산 건물주 역
- 양지민 - 카지노 달러 역
- 곽혜진 - 두철 여자 역
- 임정빈 - 택배기사 역
- 백동현 - 도박장 일당들 역
- 최제헌 - 도박장 일당들 역
- 임희준 - 입구 교도관 역
- 조왕섭 - 교도관들 역
- 문성렬 - 교도관들 역
- 조화성 - 도박꾼들 역
- 허명행 - 도박꾼들 역
- 나윤희 - 수협 직원들 역
- 최현 - 수협 직원들 역
- 김연수 - 카지노 달러 역
- 남경민 - 당직 형사 역

### 우정출연
- 박성웅 - 이발소 깍두기 역
- 박나림 - 라디오 DJ 목소리 역

## 같이 보기
- th:เธอ ฟอร์ แคช สินเชื่อ..รักแลกเงิน(en:Love You to Debt) - 태국 리메이크 영화